# جيورج بوغيو
جيورج بوغيو (بالرومانية: Gheorghe Boghiu)‏ (26 أكتوبر 1981 بكيشيناو في مولدوفا - ) هو لاعب كرة قدم مولدوفي في مركز الهجوم. شارك مع منتخب مولدوفا لكرة القدم. أما مع النوادي، فقد لعب مع ميلسامي أورهي ونادي أوتسيلول غالاتسي ونادي تيراسبول ونادي داسيا كيشيناو ونادي زاريا بالتي ونادي نسف قرشي وسليوت بيلغورود ‏ وFC Chita ‏ وShuvalan FK ‏ ونادي كيزيلجار وأفانجارد كورسك.

## وصلات خارجية
- جيورج بوغيو على موقع الاتحاد الأوربي (الإنجليزية)
- جيورج بوغيو على موقع قاعدة بيانات كرة القدم.إي يو (الإنجليزية)
- جيورج بوغيو على موقع ناشيونال فوتبول تيمز (الإنجليزية)
- جيورج بوغيو على موقع Soccerway.com (الإنجليزية)